# Очень испанское кино
«Очень испанское кино» (англ. Spanish Movie) — фильм-пародия режиссёра Хавьера Руиса Кальдеры и сценариста Пако Кабесаса. В нём есть камео Лесли Нильсена (в последнем его фильме, который был выпущен при его жизни).
Производство началось 23 февраля 2009 году в Барселоне, премьера состоялось в том же году 4 декабря.

## Сюжет
Рамира (Александра Хименес) получила в доме Лауры (Сильвия Абриль) работу няни. Лаура живёт в старинном особняке вместе со своими детьми Симеоном и Офендией (Оскар Лара и Лайя Альда). Её муж Диего (Эдуардо Гомес) ушёл на некую войну и Лаура дожидается его. Симеон страдает фотодерматитом — очень высокой светочувствительностью, из-за чего дневной свет для него губителен, но Рамира этому не верит и выводит мальчика на улицу, что приводит к его смерти. Женщина прячет его останки в случайно попавшийся подвальный тайник и пытается скрыть правду, всячески обманывает его мать. Параллельно выясняется, что в доме ещё живёт брат Лауры Педро Сан Антоном (Карлос Аресес), который, якобы парализованный инвалид и всё время норовит покончить с собой. Он влюбляется Рамиру, и косвенно это становится причиной того, что Рамира затем вынуждена переехать в их дом после того, как случайно убила своего надоевшего мужа Антонио (Луис Саэра) (Лаура и Педро встают на сторону Рамиры). Лаура продолжает искать сына, совершенно не вслушиваясь в слова своей дочери Офендии и не замечая очевидных фактов. И, в довершение всего, в доме вдруг начинает мелькать таинственный ребёнок с мешком на голове.

## Пародируемые фильмы
- Приют — Лаура потеряла сына, загадочная фигура в маске и сцены со старушкой.
- Возвращение — Рамира убивает мужа и навещает свою мать и сестру.
- Другие — болезнь Семеона, и сцена когда Лаура ходит с фонарем.
- Море внутри — парализованный Антонио персонаж фильма «Море внутри».
- Капитан Алатристе — встреча Лауры и Диего.
- Лабиринт фавна — Офендия общается с фавном и феей.
- Репортаж — группа пожарных и репортеры навещают дом.
- Старикам тут не место — прошлая жизнь Антонио.
- Ванильное небо — Фавн падает с крыши здания.
- Феи волшебное спасение — встреча Офендии и феи.
- Смурфики — смурфик одна из игрушек Офендии.
- Понедельники на солнце — передача по телевизору.
- Открой глаза

## Премьерный показ в разных странах
- Испания — 4 декабря 2009[1]
- Россия — 1 июля 2010 (выход на DVD)
- Индонезия — 23 июля 2010

## Действующие лица
| Актер              | Роль           |
| ------------------ | -------------- |
| Александра Хименес | Рамира         |
| Сильвия Абриль     | Лаура          |
| Лайя Альда         | Офендия        |
| Оскар Лара         | Семеон         |
| Эдуардо Гомес      | Диего          |
| Луис Саера         | Антонио        |
| Летисия Долера     | репортер       |
| Фернандо Хиль      | бармен         |
| Лесли Нильсен      | доктор Нильсен |
| Хоселито           | El José        |